# Apache County
Apache County er et amt i den nordøstlige del i delstaten Arizona, USA med hovedsæde i St. Johns og med New Mexico og Utah som naboer.
Apache-amtet blev dannet den 24. februar 1879 ud af Yavapai County, som var en af de fire af Arizonas originale amter. Området tilknyttet til Apache-amtet forblev ikke uberørt, fordi i 1881 blev den del, som ligger mellem Black River og Gila River skåret fra i to dele, fra det som nu er Graham County. Apache-amtet mistede også et stor stykke land, da Navajo County blev dannet.
Apache-amtet blev navngivet efter Apache-indianerne i Arizona og New Mexico.
Apache-amtet er et kvæg- og skovbrugsområde, på nær områderne, som er indianerreservater. Canyon de Chelly er en del af området.